# Santo Antônio dos Milagres
Santo Antônio dos Milagres é um município brasileiro do estado do Piauí.

## Dados históricos
Outrora povoado do município de São Gonçalo do Piauí, foi emancipado por força da lei estadual 4.810 de 14 de dezembro de 1995. Desde então o município (antes conhecido apenas por Canto) realizou oito eleições municipais regulares até o ano de 2024.

## Economia
Desde 2008, veículos de imprensa como a Folha de S.Paulo e o g1 reportam que Santo Antônio dos Milagres possui o menor produto interno bruto (PIB) do Brasil. Em 2021, segundo o Instituto Brasileiro de Geografia e Estatística (IBGE), o produto interno bruto do município era de R$ 18,05 milhões, ocupando a última posição entre os municípios do país. Quanto à capacidade de geração de renda, apenas seis por cento de sua população têm emprego formal.